# Hind (månkrater)
För andra betydelser, se Hind.
Hind är en nedslagskrater på månen. Hind har fått sitt namn efter den brittisk astronomen John Russell Hind.
Kratern har en diameter på ungefär 28 km.

## Satellitkratrar
| Hind | Latitud | Longitud | Diameter |
| ---- | ------- | -------- | -------- |
| C    | 8.7° S  | 7.4° Ö   | 7 km     |